# Motacilla aguimp
Alvéola-aranha-africana, alvéola-africana ou alvéola-preta-e-branca (Motacilla aguimp) é uma espécie de pássaro da família Motacillidae .

## Descrição

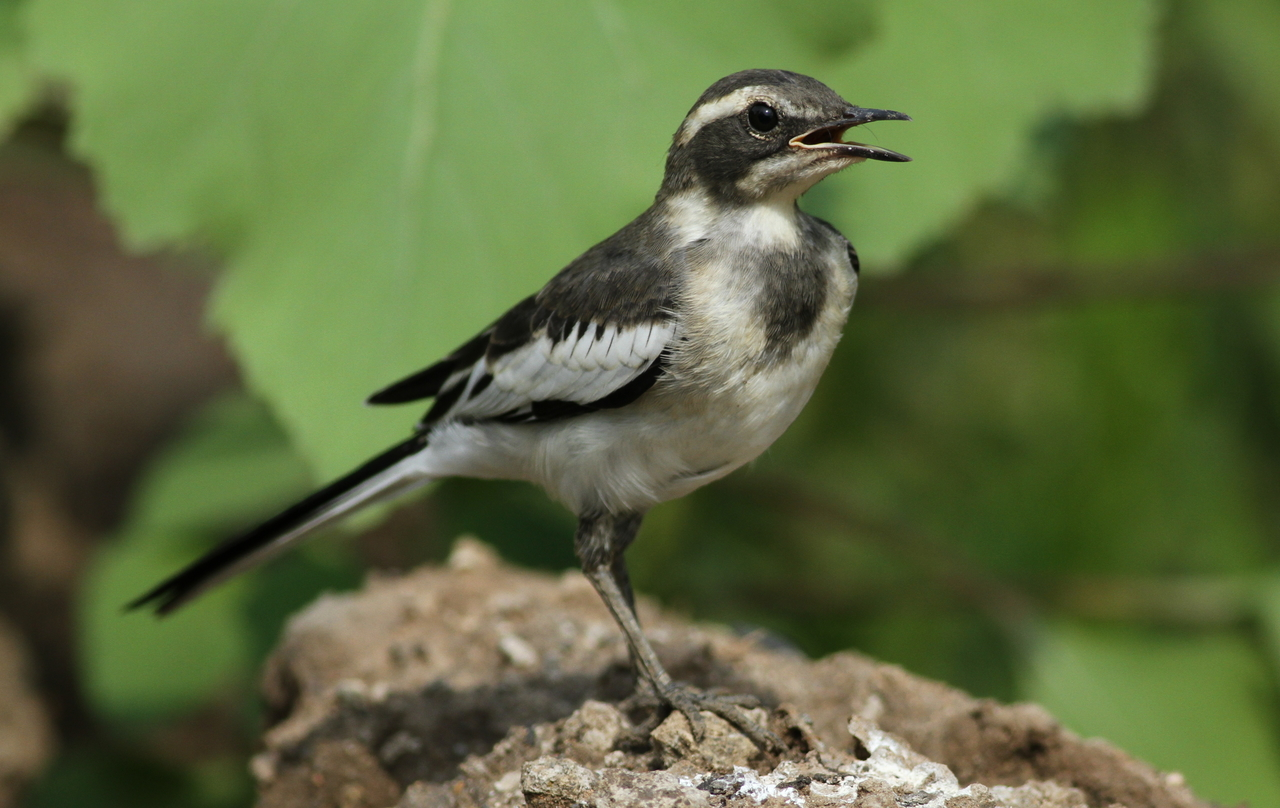
Pássaro juvenil

Contém pretas e brancas alvéolas com o preto em contraste com as partes inferiores branco, e uma mancha branca na asa dobrada. Os pássaros juvenis são mais grisalhos, enquanto os pássaros da subespécie nomeada apresentam flancos cinzentos. Medem 20 cm.

## Distribuição
A Alvéola-aranha africana é encontrada na África Subsaariana, do Cabo Oriental ao norte ao extremo sul do Egito e da Guiné ao oeste da Eritreia e Somália, porém pode migrar para Burkina Faso, Gâmbia, Mauritânia e Cabo Ocidental .

## Habitat
A Alvéola africana habita pastagens subtropicais ou tropicais sazonalmente úmidas ou inundadas, rios e, às vezes, pântanos de água doce. Em algumas áreas, é comensal com humanos em cidades e vilas.

## Biologia
No Malawi, as alvéolas africanas começam a se reproduzir antes das chuvas e continuam durante a estação das chuvas. A reprodução ocorre durante seis meses do ano com pico em março e outubro. Tanto os machos quanto as fêmeas participam da construção do ninho, mas apenas a fêmea incuba, enquanto ambos os sexos alimentam os filhotes. A ninhada média no Malawi foi de 3,9 ovos.
A Alvéola africana é monogâmica, o ninho em forma de taça é forrado de grama e penas e geralmente fica perto da água em um emaranhado de gravetos. Em assentamentos, o ninho pode estar localizado em edifícios. Os ninhos da alvéola- aranha- africana são parasitados pelo cuco de peito vermelho Cuculus solitarius e pelo cuco diderick Chrysococcyx caprius . Enquanto os filhotes foram registrados como presas do coucal Centropus burchellii de Burchell .
Sua dieta é majoritariamente insetívora, mas também pode se alimentar  de outros invertebrados, sementes de grama, girinos, pequenos peixes e restos de comida humana.

## Etimologia
O binômio científico para a alvéola-aranha africana é Motacilla aguimp ; Motacilla, o nome do gênero que contém tudo, exceto a alvéola da floresta da Ásia, vem do latim para um "pequeno motor", enquanto o nome específico aguimp vem do francês: "com uma touca", que se refere ao seu capuz preto .

## Taxonomia e subespécies
Entre as alvéolas, a alvéola africana é mais semelhante em aparência à alvéola do Mekong recentemente descoberta, e as evidências genéticas sugerem que os dois são parentes mais próximos um do outro e estão igualmente relacionados a outros alvéolos pretos e brancos, como a  branca M. complexo alba ou a alvéola de sobrancelha branca M. maderaspatensis .
Existem atualmente duas subespécies reconhecidas da Alvéola-aranha-africana.
- M. a. aguimp - as províncias do Cabo Setentrional e do Estado Livre no oeste da África do Sul, e ao longo do rio Gariep, do sul do Lesoto ao sul da Namíbia
- M. a. vidua.

## ligações externas
- Alvéola-aranha africana - texto de espécies no Atlas dos pássaros da África Austral .